# Constantin Abăluță
Constantin Abăluță (n. 8 octombrie 1938, București, România – d. 22 ianuarie 2025, București, România) a fost un arhitect, poet, prozator, antologist și traducător român, căruia i s-a retras premiul național de poezie, Premiul national de poezie Mihai Eminescu, ediția 2019, acordat la Botoșani, întrucât poetul nu a putut fi prezent fizic la decernare din cauza unei probleme de sănătate din familie.

## Biografie
Este diplomat în arhitectură (1961), meserie pe care a practicat-o până în 1969. 
A debutat editorial ca poet în 1964. A scris și proză, teatru și dramatizări pentru radio.
Într-o antologie publicată în anul 2000, Abăluță se descrie ca un poet al banalului.  Adesea, poeziile sale încep cu un fapt banal, după care virează spre absurd. Totuși, în spatele exteriorului banal și absurd, se ascunde o realitate dură.
În antologia Poezia română după proletcultism (ed. Ex Ponto, Constanța, 2000), alcătuită de Constantin Abăluță, prezența unor poeți fără prea mare cotă la box-office-ul literar este explicată de antologist prin aceea că atunci cînd își acordează liric sensibilitatea cu expresia, poeții mărunți pot produce poeme antologabile. 

## Opera poetică
- Lumina pământului, 1964
- Piatra și alte poezii, 1968
- Psalmi, 1969
- Unu, 1970
- Eww Erre, 1972
- Există, 1974
- Iubiri, 1974
- Călătorii, 1977
- Obiecte de tăcere, 1979
- Violența memoriei pure, 1980
- Aerul, mod de folosință, 1982
- Planor, 1983
- 11 erezii, 1985
- A sta în picioare (1986);
- Singurătatea ciclopului (1988);
- Aceleași nisipuri (1995);
- Marină într-un creier (1995);
- Camera cu mașini de scris (1997);
- Drumul furnicilor (1997); a doua ediție, 2011, Casa de pariuri literare
- Cârtița lui Pessoa (1999);
- Mic manual de tăcere (1999);
- Odăile (2001);
- Intrusul (2005);
- Statuia care vomită (2005);
- Orașul marea (2006);
- Cineva care nu mă cunoaște umblă pe străzi (2008);
- Iov în funicular / Iov în ascensor  (2009);
- Totul despre nimic (2010);
- Nu eu dar nici altcineva (2011);
- Bazooka Girl (2012);
- Bazinul cu 9000 de peștișori invizibili / Le bassin aux 9000 petits poissons invisibles (2012);
- Marea după ce nu voi mai fi (2013);
- Tot atât de liber (2013);
- Chiar asa (2015);
- Trăiesc în fața dumneavoastră (2015);
- Mai sincer ca Himalaya (2018);
- Trecerea în alt ocean (2018);
- Poem pentru cei ce nu-s de față (2018);
- Garsoniera solară a mătușii mele Heralda (2020);
- Oceanul cubic (2020);
- MAITEC - HAIKU (2020);
- Nu eu dar nici altcineva (2021);
- Coboară ziua lungă cât o viață (2021);
- Pisica mea si luna (2021);
- Înainte de căderea nopții (2021);
- Exerciții de copiat aerul (2022);
- La capătul mării spun nu spun da zâmbesc și cânt (2022);
- Lucrurile oamenilor (2022);
- Adevărul și peria de haine (stand-up poetry, biografeme, ș.a.m.d.) (2022).

## Proză
- Singurătatea ciclopului, 1983.
- Ultimele știri din planeta simetrică, Cartea Românescă, 1981.
- A sta în picioare, 1983.
- Camera cu mașini de scris (1997);
- Groapa roșie (2004, ediție definitivă în 2018);
- Întâmplări imaginare pe străzile Bucureștiului (2010, 2013, ediție definitivă în 2017, purtând titlul Elicea lui Urmuz, roman-graffiti);
- Viața în 3 litere (2012);
- Femei răspântii imprevizibile. Roman-graffiti (2015);
- Péripéties quasi-imaginaires dans les rues de Paris, 2012[7]
- Insula secretă a lui Prometeu (2019);
- Grafferul din lift (2022);
- Grafferul din Suedia (2023).

## Teatru
- Terasa (2002);
- Calmania, patria mea (2004).
- La RADIO i s-au montat piesele Terasa și Groapa cu orbi, precum și două adaptări după Samuel Beckett (Mercier și Camier) și după Bulgakov (Inimă de cîine).

## Traduceri din poezia autorului
- A lens on the table (volum bilingv), 1996, Ed. Leda, Constanța;
- Poèmes. Art et poésie (1973);
- La route des fourmis (1997);
- Celui qui sonne à ma porte (coffret gravures-poèmes), 1998, Alain Regnier, Ecaussinnes, Belgique;
- Les chambres, les parois / Camerele, peretii (2002) - trad. Gina Argintescu-Amza, Annie Bentou, Nichi Jurascu;
- Poeme primitive/Poèmes primitifs (volum bilingv, traducere de Miron Kiropol, 2003)
- Intrusul/De Indringer (ediție bilingvă româno-olandeză), Uitgeverij P, 2008, Leuven, Belgique.
- CHANGE nr. 20, 1974 ; CARACTERES nr. 36-37 ; CARACTERES nr : 38-39 ; L’ESTRACELLE nr. 4, 1993 ; SAPRIPHAGE nr : 19, 1993 ; SERTA nr. 3, 1998, Madrid ; LE FRAM, nr.1, 1998 ; LE FRAM, nr :8, 2002 (nuvela Rester debout), Belgia ; PRESAGES nr. 12-13, 2001 ; poésie 2003 no. 98 ; POESIES DU MONDE, Anthologie Seghers, 2003 ;   linea nr. 3, 2004 (mic eseu despre Werner Lambersy) ; EUROPE no : 918, 2005 (nuvela l’affiche) ; Poésies de langue française (144 poètes d’aujourd’hui autour du monde); anthologie, Seghers, 2008.
- DE BRAKKE HOND nr. 89, 2005 (nuvela De verzamelaar – Colecționarul) ; HOTEL PARNASSUS, Poetry International Rotterdam 2005 (Antologie) ; POEZIE KRANT nr. 1, febr./mart 2005 ; TORTUCA nr. 20, 2006 ( nuvela Rechtopstaan – A sta în picioare Rester).
- Innostrannaia Literatura nr. 6, 2004

## Traduceri
- Wallace Stevens - Lumea ca meditație (1970) - în colaborare cu Ștefan Stoenescu;
- Dylan Thomas - Viziune și rugă (1970) - în colaborare cu cu Ștefan Stoenescu;
- Theodore Roethke - Vorbe pentru vânt (1973) - în colaborare cu Ștefan Stoenescu;
- Serge Fauchereau - Introducere în poezia americană modernă (1974, reeditat în 2016) - în colaborare cu Ștefan Stoenescu;
- Charles Cros – Poezii (1975);
- Frank O'Hara - Meditații în imponderabil (1980) - în colaborare cu Ștefan Stoenescu;
- W. S. Merwin - Poemele deceniului sapte (1989) - în colaborare cu Ștefan Stoenescu;
- Samuel Beckett - Molloy: Nuvele, Texte de neființă, Cum e, Mercier și Camier (1990) - în colaborare cu Gabriela Abăluță;
- Samuel Beckett - Prima iubire (Premier amour), 1991 - în colaborare cu Gabriela Abăluță;
- Jean-Philippe Toussaint - Camera de baie (La salle de bain), 1991 - în colaborare cu Gabriela Abăluță;
- Tahar Ben Jelloun - Copilul de nisip. Noaptea sacra, 1996 - în colaborare cu Gabriela Abăluță;
- Brigitte Aubert - Trandafirul de fier (1996);
- Boris Vian - Iarba roșie (L’herbe rouge), 1997 - în colaborare cu Gabriela Abăluță;
- Boris Vian - Toamna la Pekin (L’automne à Pekin), 1999 - în colaborare cu Gabriela Abăluță;
- Carl Norac - L’Invention de l’enfance/Născocind copilăria (1999);
- Samuel Beckett - Malone murind (1999) - în colaborare cu Gabriela Abăluță;
- Sebastian Reichmann - Audiență captivă (1999) - în colaborare cu Dan Stanciu;
- Sebastian Reichmann - Podul Charles al Apocalipsei (Le pont Charles de l’Apocalypse), 2000;
- Werner Lambersy - Peisaj cu om gol în zăpadă (Paysage avec homme nu dans la neige),  édition bilingue, 2000;
- Charles Baudelaire - Paradisurile artificiale (2001) - în colaborare cu Gabriela Abăluță;
- José Eduardo Mendes Camargo - Înainte de-a te atinge (2001) - în colaborare cu Iulia Baran
- Vahé Godel - Aici / Altunde (Ici/Ailleurs), édition bilingue, 2002;
- Béatrice Libert - Vâslaș fără țărm (Rameur sans rivage), édition bilingue,  2002;
- Yves Broussard - Asta e, 2002;
- Jacques Lovichi - Ultimele fortificații, 2002;
- Gérard Augustin - Constanța (édition bilingue), 2003;
- Laurence Vielle - Bel și Zebuth (Zébuth ou L’Histoire Ceinte), 2007;
- Franc Ducros - țîșniri silabe smulse (surgies syllabes arrachées), 2007;
- Patrick Modiano - În cafeneaua tinereții pierdute (2007);
- Herman Van Rompuy - Haiku (2004) - în colaborare cu Jan H. Mysjkin;
- Vahé Godel - Amintirea unei călătorii (2007);
- Carl Norac - Caietul albastru (2007) - în colaborare cu Gabriela Abăluță;
- Gerard Augustin - Călătoria lui Lao-Tzî la Constantinopol (2007) - în colaborare cu Gabriela Abăluță;
- Douze poètes roumains - Gerard Augustin, Vasile Igna, Nicolae Prelipceanu, Angela Marinescu, Ion Pop, Constanța Buzea, George Almosnino, Gheorghe Grigurcu, Nora Iuga, Constantin Abăluță (2008);
- Henri Michaux - Voyage en Grande Garabagne / Călătorie în Marea Garabanie (2010);
- César Vallejo - Poemas humanos, poemas en prosa/Poeme umane, poeme în proză (2011);
- Petr Král - Noțiuni de bază (2011);
- Jacques Jouet - Paul sălbaticul (2011);
- Lidija Dimkovska - Diferență (2012) - în colaborare cu Gabriela Abăluță;
- Daniel Pennac - La căpcăunii veseli (2012) - în colaborare cu Gabriela Abăluță;
- Gérard Augustin - Ghidul rătăciților (2013);
- Patrick Modiano - Suspendarea pedepsei (2015);
- Patrick Modiano - Flori de ruină (2015);
- Jan H. Mysjkin - Ș.A.M.D., Ș.A.M.D... (2017) - în colaborare cu Jan H. Mysjkin;
- Charles Cros – Poezii... recitate în cabaretele pariziene de altădată (2022);
- Rainer Maria Rilk - Poeme franceze (2022);
- Maurice Maeterlin - Sere calde, Interior (2023);
- Edward Lear - Rime fără noimă (2024) - în colaborare cu Ștefan Stoenescu.

## Antologii
- Antologia poeziei contemporane (2000);
- Despre viața și dispariția broaștelor mele țestoase (2004);
- Totul despre nimic (2011);
- Orgi și altare demontate: Poeme alese (1968-2018) (2019).

## Varia
- Poezia română după proletcultism - generația anilor '60-'70 - antologie comentată (1998-2000);
- Regal poetic: cronici literare, 2001-2008 (2009);
- Mi-ar trebui un șir de ani / It Might Take Me Years (antologie de poezie din opera membrilor PEN Club din România, 2009);
- Maratonul de poezii și jazz - Constantin Abăluță, Dan Mircea Cipariu, Denisa Comănescu (2009);
- Adăugăm cuvinte faptelor zilei (cronici literare și însemnări autobiografice, 2014);
- Nu sunt Einstein. Mic Larousse apocrif (2016);
- Drumul furnicilor și câteva escale printre nori (volum-dialog cu un cristian, 2017);
- Les Trois enfants-Mozart - Constantin Abăluță, Alexandru Ecovoiu, Cristian Teodorescu (2019);
- Izolare forțată - Jurnal de pandemie (2020) - Nora, Iuga, Constantin Abăluță, Gabriela Abăluță, Mihai Vakulovski....;
- Despre debut: istorii personale - Constantin Abăluță, Ramona Boldizsar, Ionelia Cristea... (2021);
- PEN România la centenar. Fotografie de război (2022);
- Dialog înflorind la minima depărtare - Constantin Abăluță, Gabriela Abăluță (2024).

## Burse, călătorii de studiu, festivaluri literare
- 1982, februarie - 10 zile la Budapesta ca invitat al Uniunii Scriitorilor Maghiari
- 1983, august - invitat la Festivalul Internațional de Poezie din Struga, Macedonia
- 1985-1988 - trei sejururi lungi la Paris (aproape un an), beneficiind de burse oferite de Fundația pentru Ajutorul Mutual al Intelectualilor Europeni.
- 1994, 16 - 18 septembrie, Constanța - invitat la Festivalul Internațional de Haiku, organizat de revista ALBATROS (director Ion Codrescu). A prezentat lucrarea „Haïku et transdisciplinarité” (Haiku și transdisciplinaritate), expunând lucrări grafice și haikusuri.
- 1996, septembrie, Grecia - 10 zile ca invitat la Festivalul Internațional de la Rhodes.
- 1997, 8 - 14 octombrie - Participă la ARS AMANDI, Festivalul Internațional al Lumii Latine, organizat de Fundația Culturală Română și Uniunea Latină, ca pelerin la Mănăstirile Moldovei:
- 1999, august, Macedonia - invitat la Festivalul Internațional de Poezie de la Struga
- 2001, 14 - 18 septembrie, Constanța - a participat la ARS AMANDI, Festivalul Internațional al Lumii Latine
- 2001, decembrie, Bruxelles - invitat de Maison culturelle belgo-roumaine pentru lansarea traducerilor sale din poezia belgiană (Werner Lambersy și Carl Norac), în prezența autorilor.
- 2002, 1 - 20 august, Belgia - stagiu la Colegiul European al Traducătorilor Literari din Seneffe.

20 - 30 august, Paris - invitat de Editions l'Harmattan, pentru a definitiva traducerea poemelor sale pentru un viitor volum (Les chambres les parois)
- 2002, 15 - 19 octombrie, Franța - invitat la Festivalul Parole ambulante din Lyon.

16 octombrie: recital de poezie la Théâtre des Asphodèles.
- 2003, 12 - 14 martie, Bruxelles, La Maison Culturelle belgo-roumaine : Lansarea ultimei sale traduceri : cartea bilingvă de Béatrice Libert - Le rameur sans rivage. În același timp, lansarea propriei cărți Les chambres les parois, ed. L'Harmattan, 2002.
- 2003; 15 - 21 martie, Paris: Lansare privată (la domiciliul editorului său Michel Cassir) a cărții sale Les chambres les parois.
- 2003, 10 - 13 octombrie, Sibiu (România) : Participă la ARS AMANDI, Festivalul internațional al lumii latine și lansează, în prezența autorului, volumul bilingv Constantza al lui Gérard Augustin.
- 2004, aprilie, Saran/Orléans, Franța - invitat la Festivalul théâtral Text'Avril, unde piesa sa Terasa a fost prezentată într-un spectacol-lectură și a recitat versuri din volumul său Les chambres les parois.
- 2004, 12 și 13 mai, Neuchâtel și Berna, Elveția - invitat să participe la serile româno-elvețiene, pentru a-i evoca pe Ion Caraion și Gellu Naum, împreună cu poetul Vahé Godel, din a cărui operă a tradus o Antologie. Serile s-au încheiat cu un recital bilingv de poezie Godel- Abăluță.
- 2004, septembrie, Belgrad și Procupje, Serbia - Invitat de Uniunea Scriitorilor din Serbia la Festivalul Rade Drainac. A avut loc un recital cu versurile sale traduse în sârbă.
- 2005, 18 - 24 iunie, Rotterdam, invitat la cea de-a 36-a ediție a Festivalului Internațional de Poezie, unde a susținut un recital de poezie (la fel ca toți participanții), iar poeziile sale au fost alese pentru a fi subiectul unuia dintre cele două ateliere tradiționale de traducere.
- 2007, 25 martie, Paris, invitat de PEN France la un recital de poezie la Salon du Livre; în compania poeților francezi Marie-Claire Bancquart, Lionel Ray, Janine Baude.
- 2008, 26 - 30 martie, Bled, Slovenia, invitat de PEN Slovenia la cea de-a 40-a întâlnire internațională a scriitorilor, unde a prezentat lucrarea „Europa prin poeții săi”.
- 2009, 25 - 29 martie, Bled, Slovenia; invitat de PEN Slovenia la cea de-a 41-a întâlnire internațională a scriitorilor, unde a prezentat lucrarea „Issa și calea Yin prin Marea Natură”.

## Distincții
- Ordinul național „Pentru Merit” în grad de Cavaler (1 decembrie 2000) „pentru realizări artistice remarcabile și pentru promovarea culturii, de Ziua Națională a României”[8]
- Premiul național de poezie Mihai Eminescu, ediția 2019, acordat la Botoșani, i s-a retras, după ce îi fusese acordat, întrucât poetul nu a putut fi prezent fizic la decernare din cauza unei probleme de sănătate din familie.[9]

### Interviuri
- Poemul e un intrus nevazut: mijloceste frumusetea si apoi dispare, 19 noiembrie 2008
- "Pălăria și cuierul m-au emoționat întotdeauna" - interviu cu Constantin Abăluță, 2009
- Interviu cu Constantin Abăluță”, 3 septembrie 2010
- „Libertatea înseamnă și dezorientare”. Interviu cu scriitorul Constantin Abăluță, 3 aprilie 2017
- CONSTANTIN ABĂLUȚĂ: „Am reușit, printr-un efort de voință, să nu mai pun la suflet nimic din ce m-ar putea afecta psihic”, 26 iunie 2019
- „Mă simt mai tînăr ca oricînd și mai bătrîn ca oricînd“, 3 aprilie 2024
- Bibliotecă de scriitor – Constantin Abăluță: „Biblioteca mea a devenit simbolul tripartit al reîncarnării”, 21 iunie 2024
- Constantin Abăluță în dialog cu Cristian Pătrășconiu, iunie 2024